# Fosse Saint-René
La fosse Saint-René, également orthographiée Saint René, de la Compagnie des mines d'Aniche est un ancien charbonnage du Bassin minier du Nord-Pas-de-Calais, situé à Guesnain. Le puits est commencé en 1865 ou 1866, et la fosse est productive en 1869 ou 1871. La fosse Roucourt, située à 1 855 mètres au sud-sud-est, lui a toujours servi d'aérage, dès la fin des années 1870, car elle est tombée dans des terrains stériles. Le puits Saint-René no 2 est commencé en 1899, et productif dès 1902. La fosse est détruite durant la Première Guerre mondiale. Elle est reconstruite, le second puits conserve un chevalement métallique, le puits Saint-René no 1, en revanche, est doté d'un chevalement en béton armé, qui remplace celui en bois. De vastes cités sont établies près de la fosse.
La Compagnie des mines d'Aniche est nationalisée en 1946, et intègre le Groupe de Douai. La fosse Saint-René est concentrée sur la fosse Gayant en 1953, le puits no 2 est approfondi en conséquence, quant au puits no 1, il n'a plus aucune utilité. La fosse ferme en 1964, ses puits sont remblayés cinq ans plus tard, et les chevalements détruits en 1970 et 1971.
Au début du XXIe siècle, Charbonnages de France matérialise les têtes des puits Saint-René nos 1 et 2. Il subsiste encore quatre bâtiments de la fosse, ainsi que le portail d'entrée. Les cités ont été rénovées. Le dispensaire de la Société de Secours Minière, les cités-jardins de la Balance et de la Malmaison, et la cité moderne de Guesnain, ont été classées le 30 juin 2012 au patrimoine mondial de l'Unesco.

## La fosse
Alors que les fosses Gayant, Notre-Dame et Dechy exploitent depuis quelques années le gisement de Douai, qui constitue l'ouest de la concession d'Aniche, la Compagnie des mines d'Aniche ouvre une nouvelle fosse en se rapprochant, peu à peu, du centre de sa concession.

### Fonçage
Le puits Saint-René est foncé en 1865 ou 1866,, à l'altitude de 29 mètres. Son diamètre est de quatre mètres. Le cuvelage est en bois de 6,80 à 72,60 mètres. Le terrain houiller a été atteint à 172 mètres,, ou à 173 mètres,.

### Exploitation
La fosse commence à extraire en 1869 ou 1871.
Vers 1878, le puits est profond de 260 mètres. Une galerie au sud est arrivée à 615 mètres du puits, et a permis de découvrir quatre couches nouvelles, dont le charbon tient 28 à 29 % de matières volatiles, alors que les couches exploitées jusqu'alors dans la division de Douai ne tiennent que 18 à 25 % de matières volatiles. La fosse Roucourt devait être une fosse d'extraction, mais les premières veines exploitables étant à plus d'un kilomètre, elle a toujours servi à l'aérage de la fosse Saint-René, elle est située à 1 855 mètres au sud-sud-est.
Vers 1886, un nouveau niveau d'extraction a été commencé à 314 mètres. C'est à celui de 257 mètres que les travaux ont connu le plus grand développement. Au nord, il s'étendent jusqu'à la veine Custozza, dans des terrains assez accidentés, et au sud, ils atteignent le conglomérat de Roucourt.
Le puits Saint-René no 2 est ajouté en 1899, à 60 mètres au nord-est du premier puits, son diamètre est de cinq mètres. Son cuvelage est en fonte de 5,59 à 80,60 mètres. Le terrain houiller a été atteint à 172 mètres, comme au premier puits. Le puits est productif en 1902. La fosse est détruite pendant la Première Guerre mondiale. À sa reconstruction, le puits no 2 est toujours doté d'un chevalement métallique, alors que le chevalement en bois du puits no 1 est remplacé par un nouveau en béton armé.
La Compagnie des mines d'Aniche est nationalisée en 1946, et intègre le Groupe de Douai. Le puits no 1 est utilisé pour le service et assure le retour d'air, il est profond de 514 mètres. Le puits no 2 assure l'extraction et l'entrée d'air, il est approfondi à 650 mètres en 1950.
La fosse Saint-René est concentrée sur la fosse Gayant, sise à 4 750 mètres au nord-ouest, en 1953. Pour cela, une bowette a été établie à la profondeur de 650 mètres. Le puits Saint-René no 1 est alors inutilisé, quant au second puits, il assure le service et l'aérage jusqu'en 1964, date à laquelle la fosse ferme. L'année suivante, la machine d'extraction de 430 chevaux est récupérée pour être installée dans le bure de la fosse Notre-Dame qui relie les étages de 650 à 777 mètres.
Les puits Saint-René nos 1 et 2, profonds de 520 et 651 mètres, sont remblayés en 1969. Dans les deux puits les accrochages sont établis à 207, 257, 314, 414, 464 et 514 mètres, trois étages de recette supplémentaires sont établis à 550, 600 et 650 mètres dans le puits no 2, plus profond. Les chevalements sont démolis en 1970 et 1971.

### Reconversion
Au début du XXIe siècle, Charbonnages de France matérialise les têtes de puits Saint-René nos 1 et 2. Le BRGM y effectue des inspections chaque année.

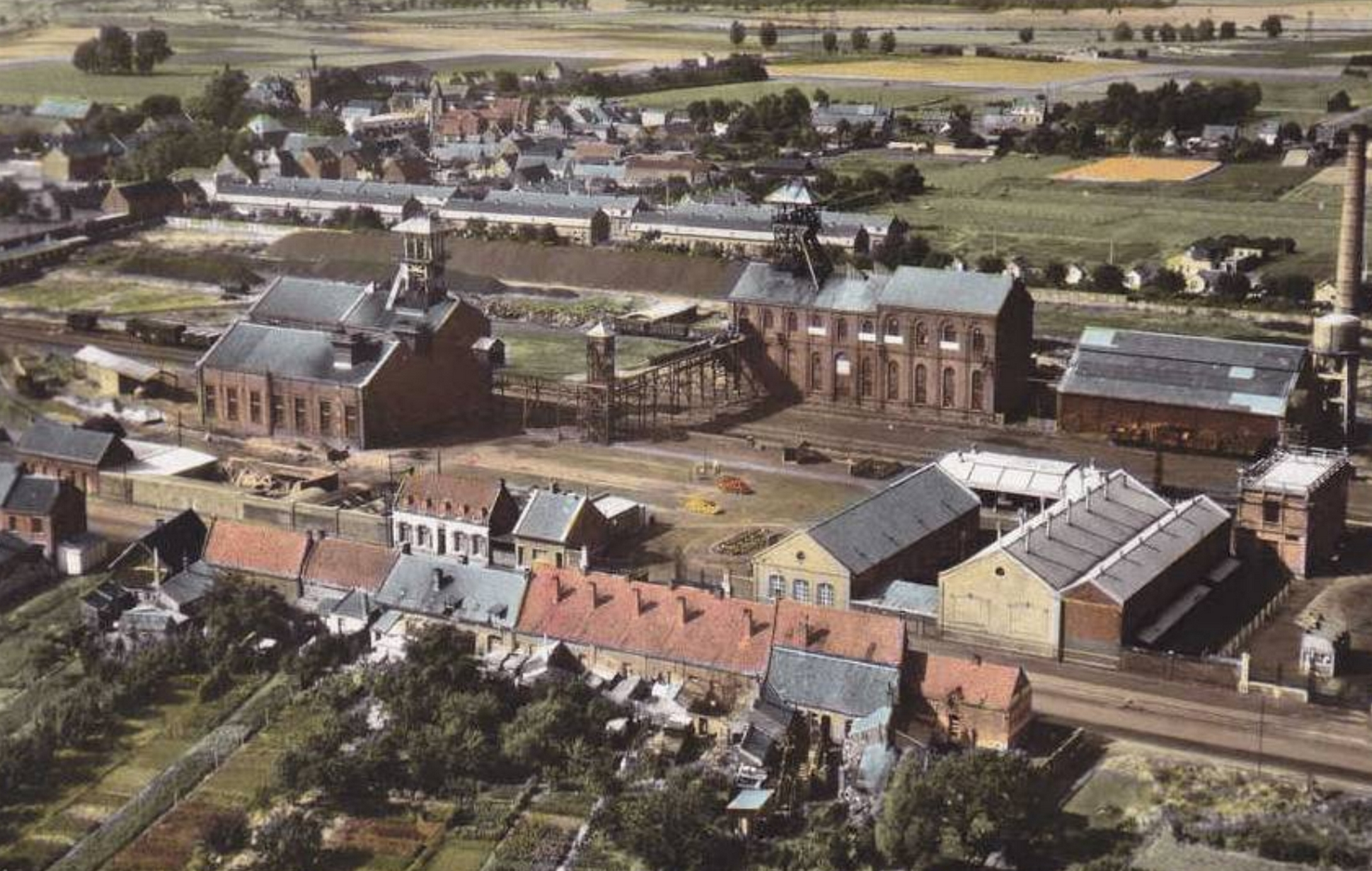
Photochrome de la fosse Saint-René.
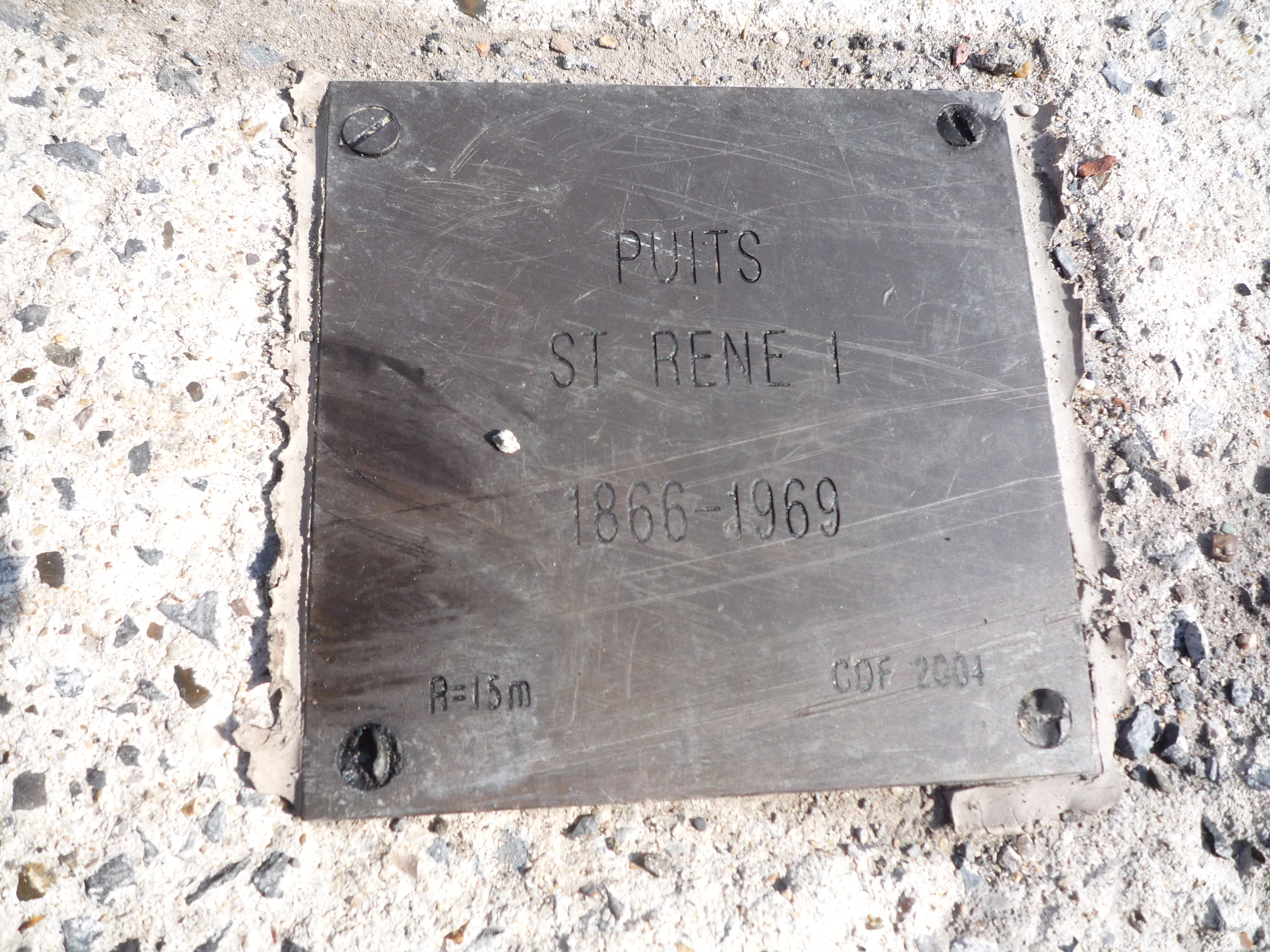
Puits Saint-René no 1, 1866 - 1969.
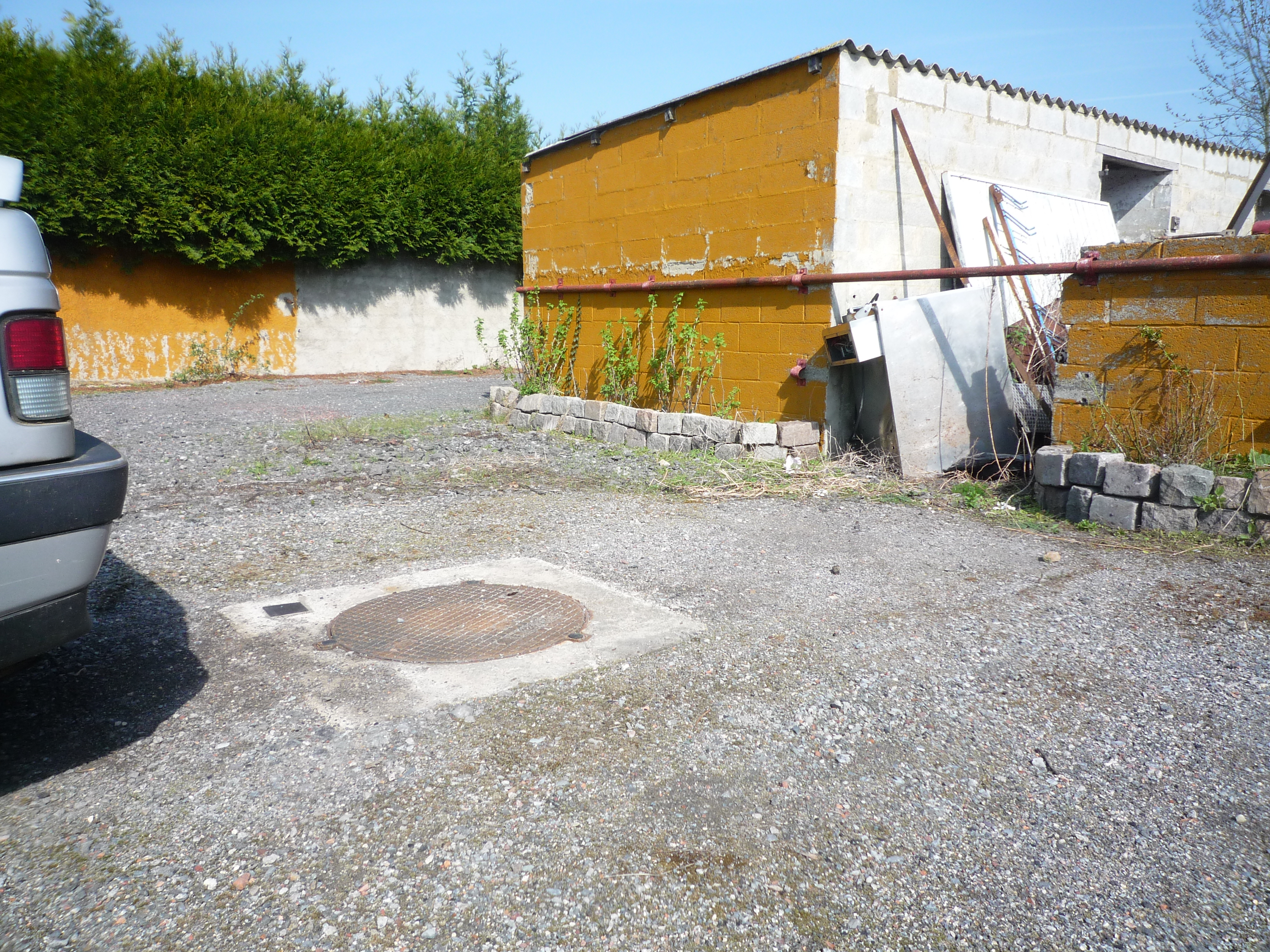
Le puits Saint-René no 1 dans son environnement.
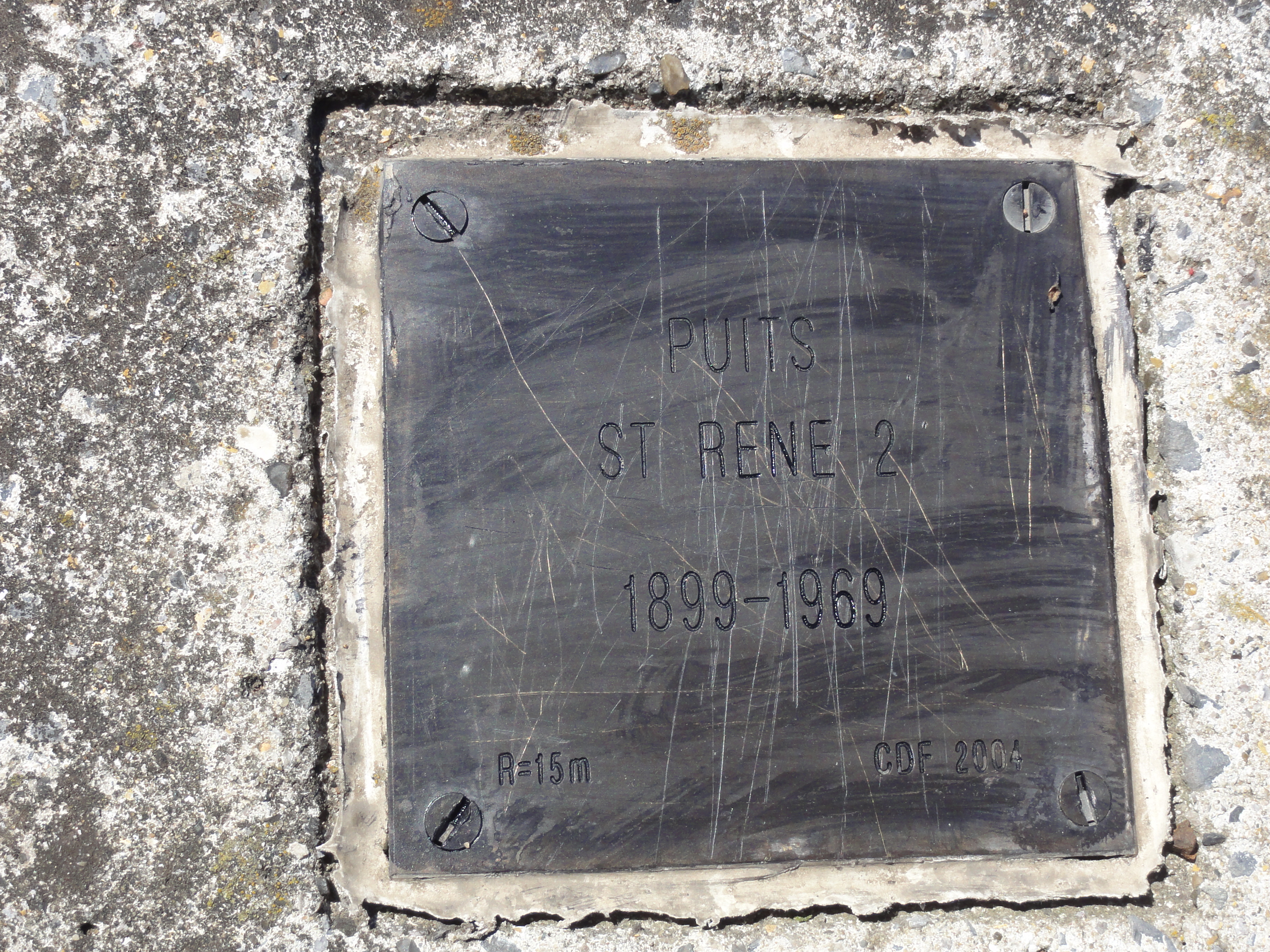
Puits Saint-René no 2, 1899 - 1969.
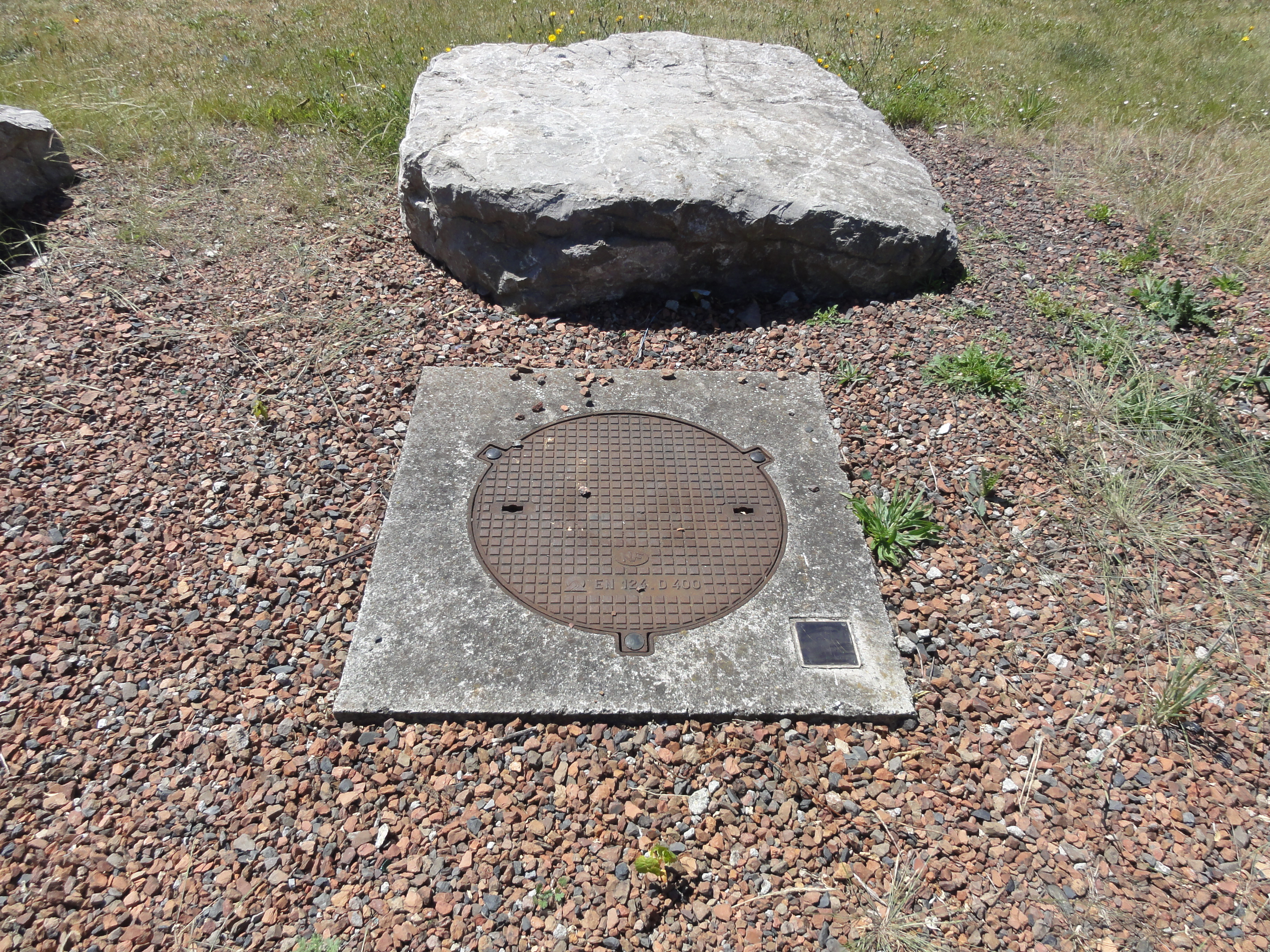
La tête de puits matérialisée Saint-René no 2.
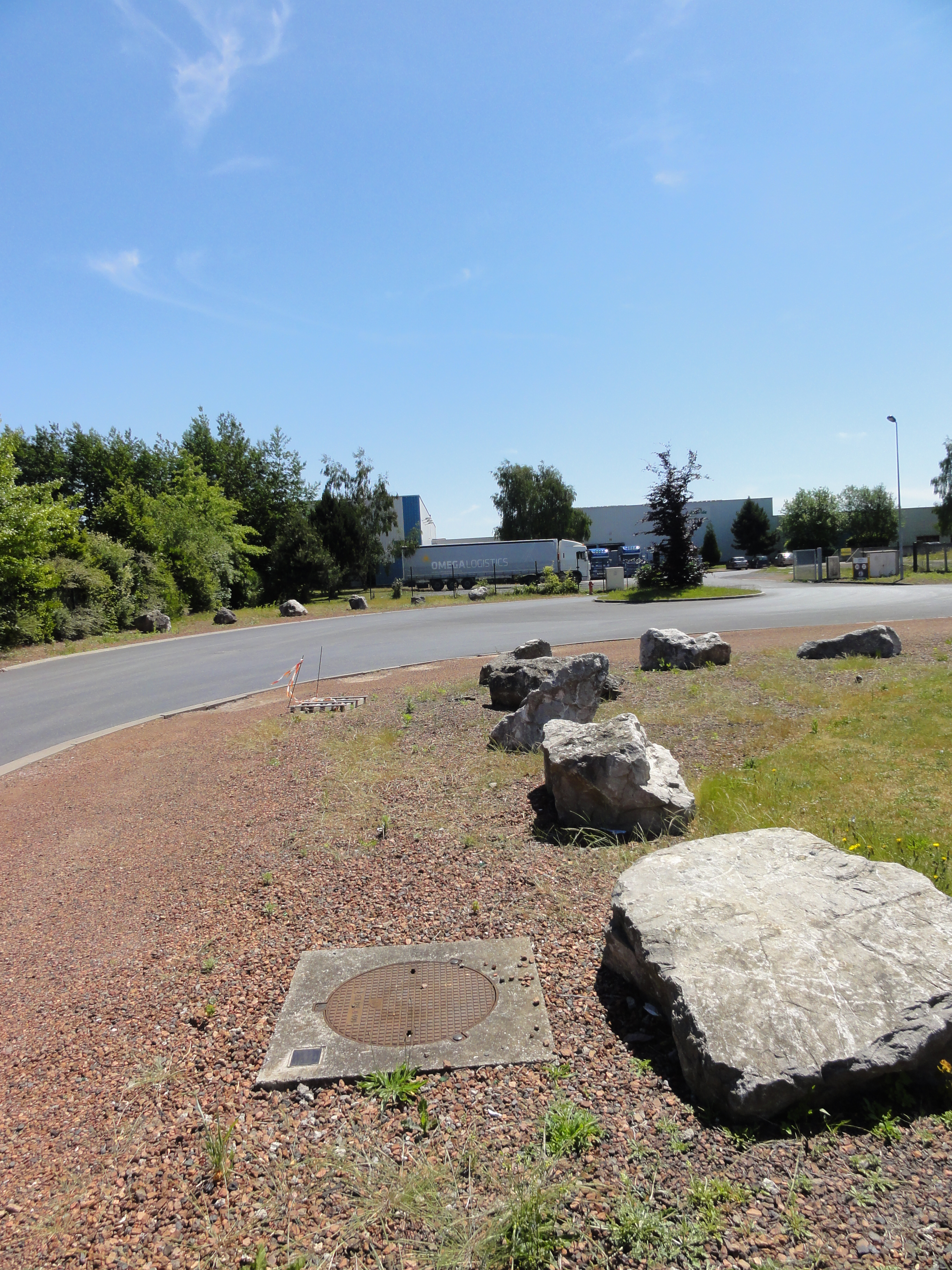
Le puits Saint-René no 2 dans son environnement.

Il subsiste quatre bâtiments de la fosse : les bureaux, la lampisterie, les bains-douches et la maison du garde, ainsi que le portail d'entrée.

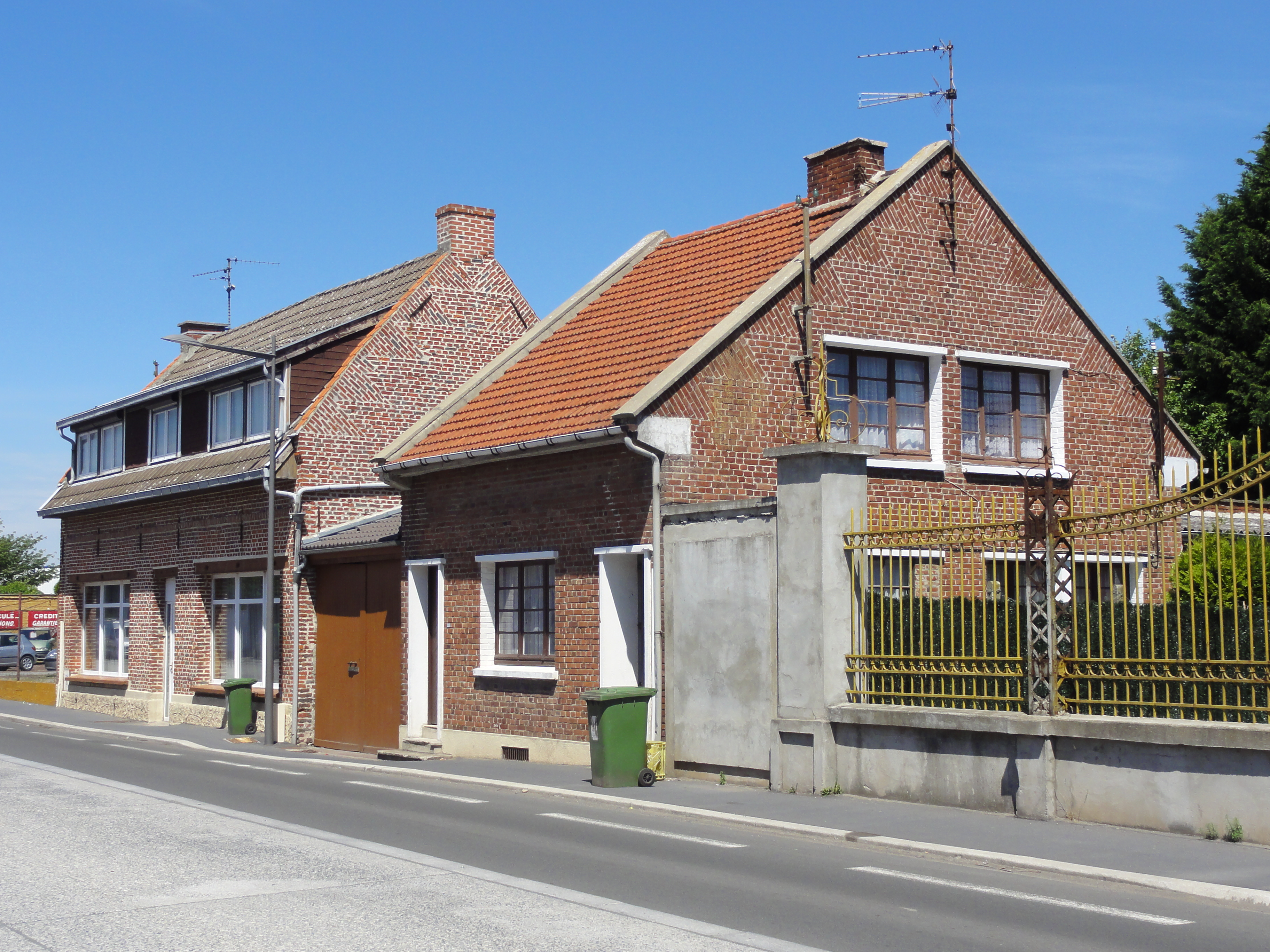
Le logement du garde.
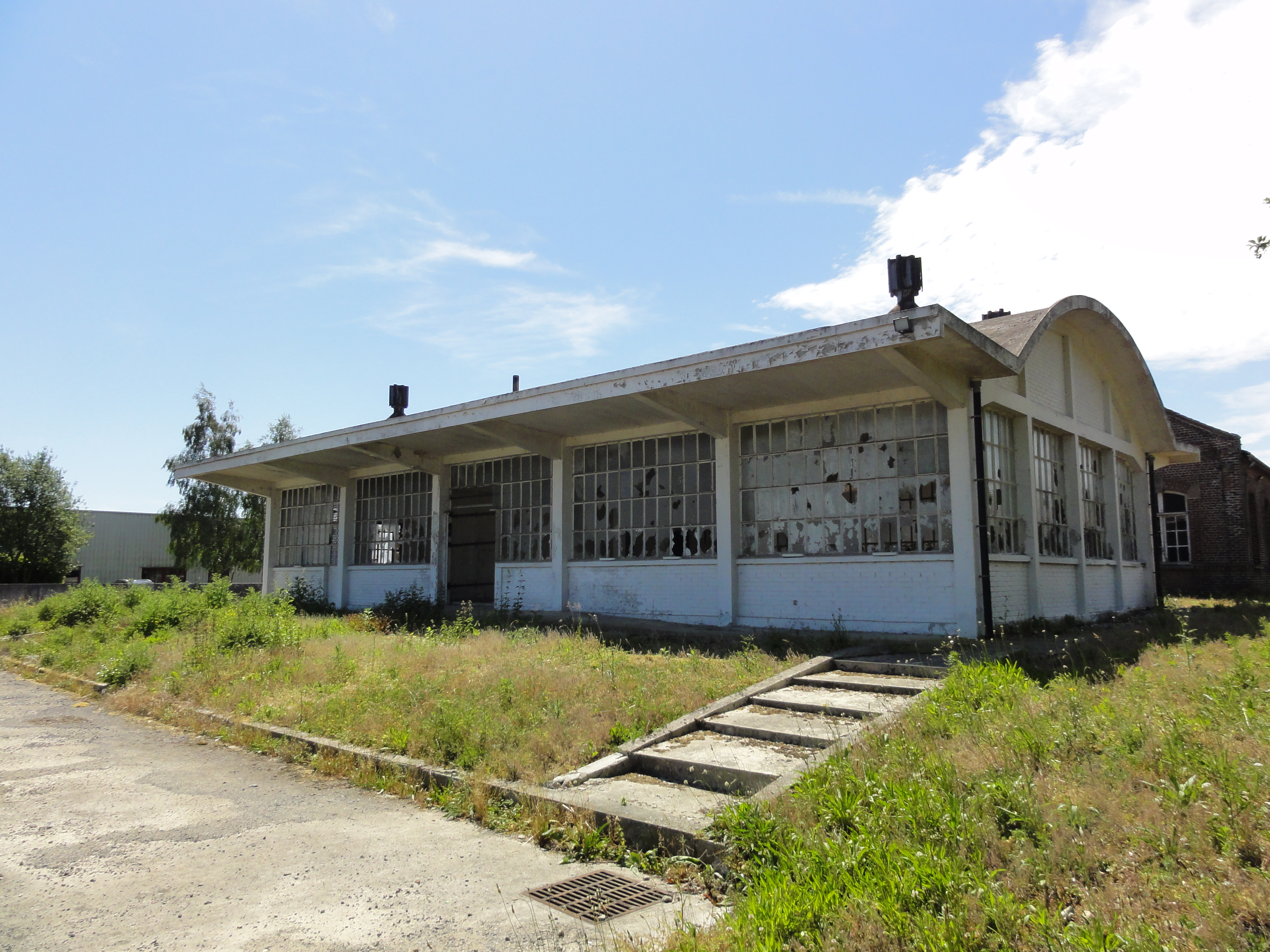
Un ancien bâtiment, existant encore à la fosse Sainte Marie.
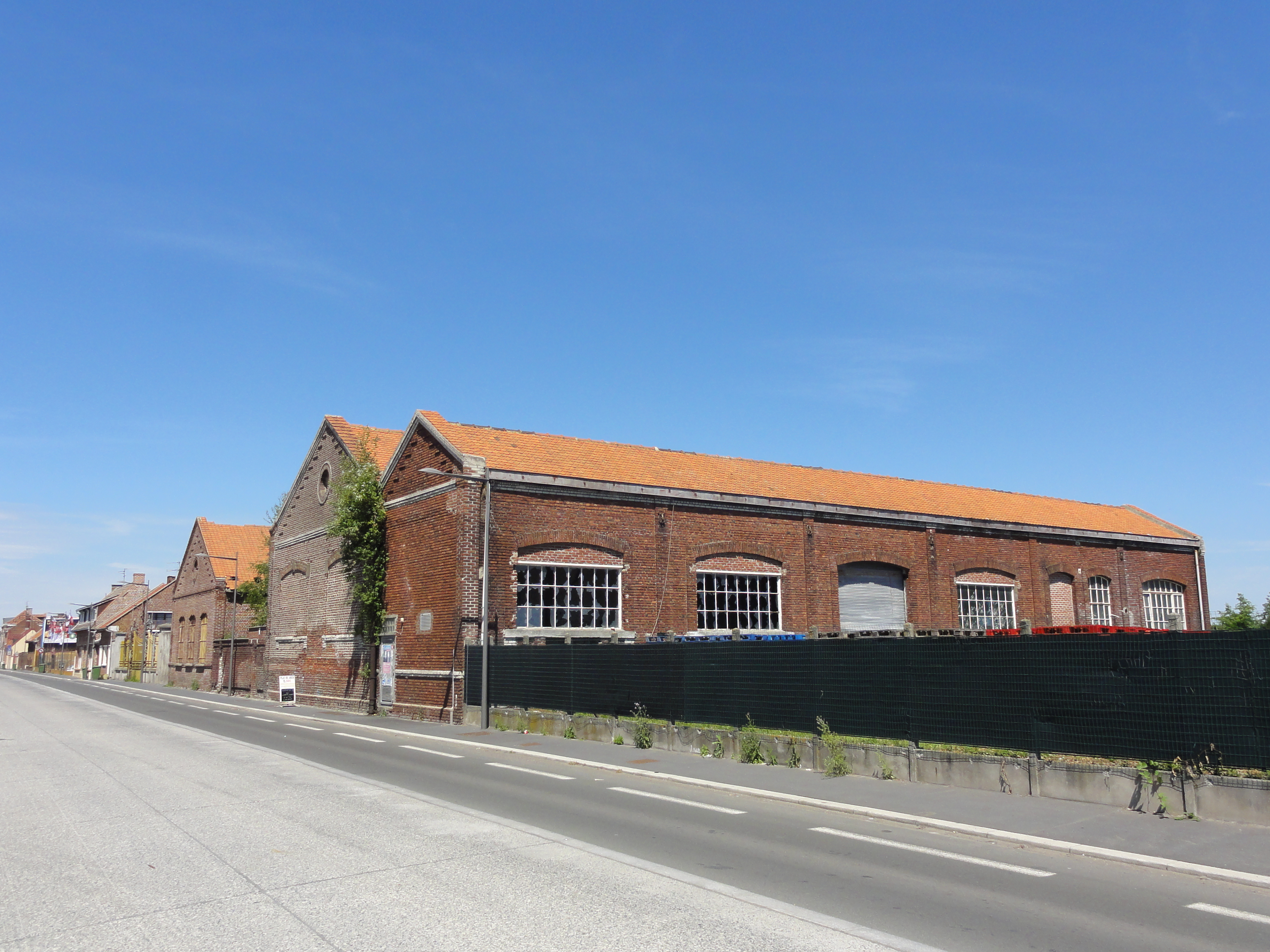
Les bâtiments subsistants.
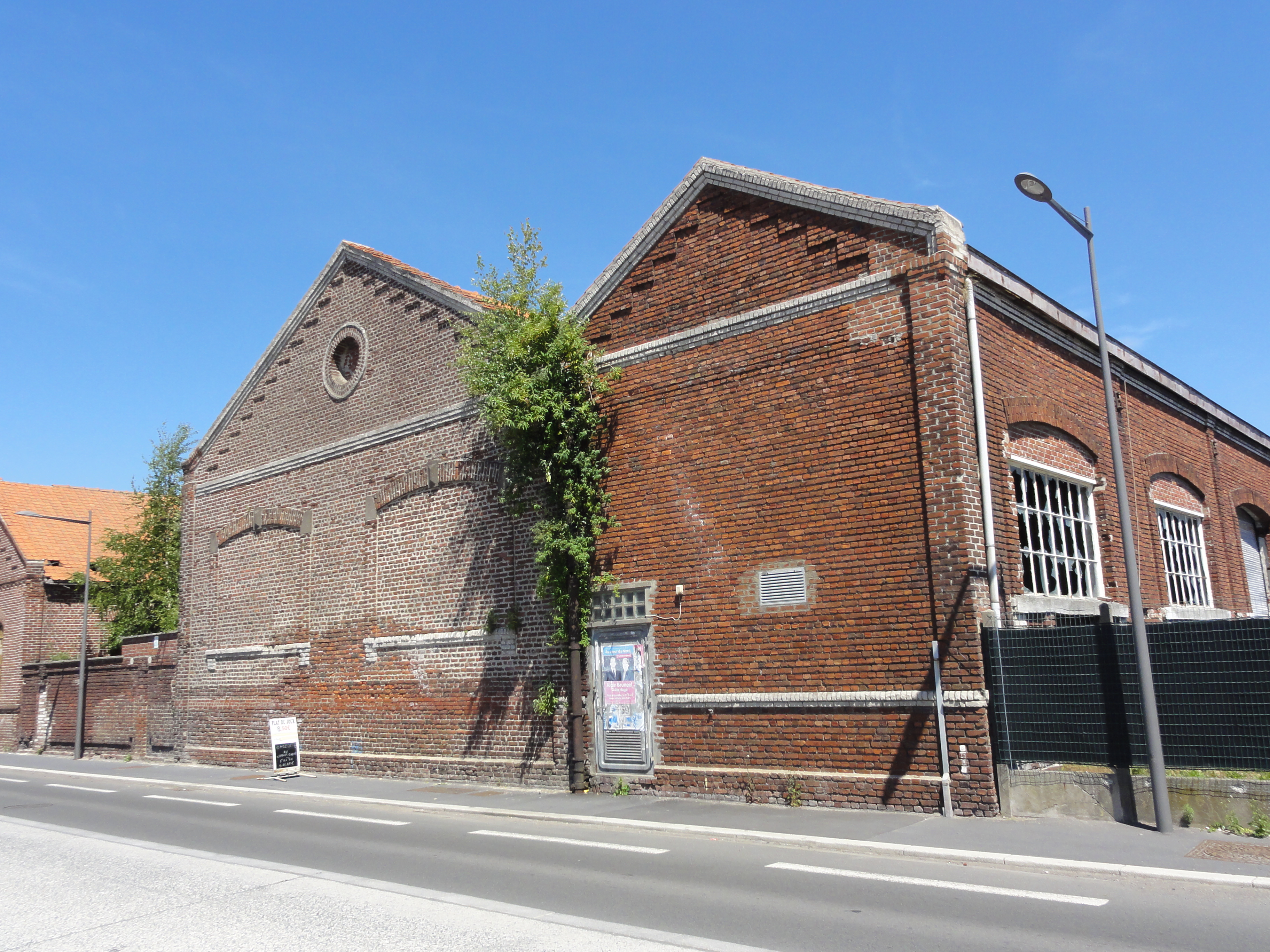
Les bâtiments subsistants.
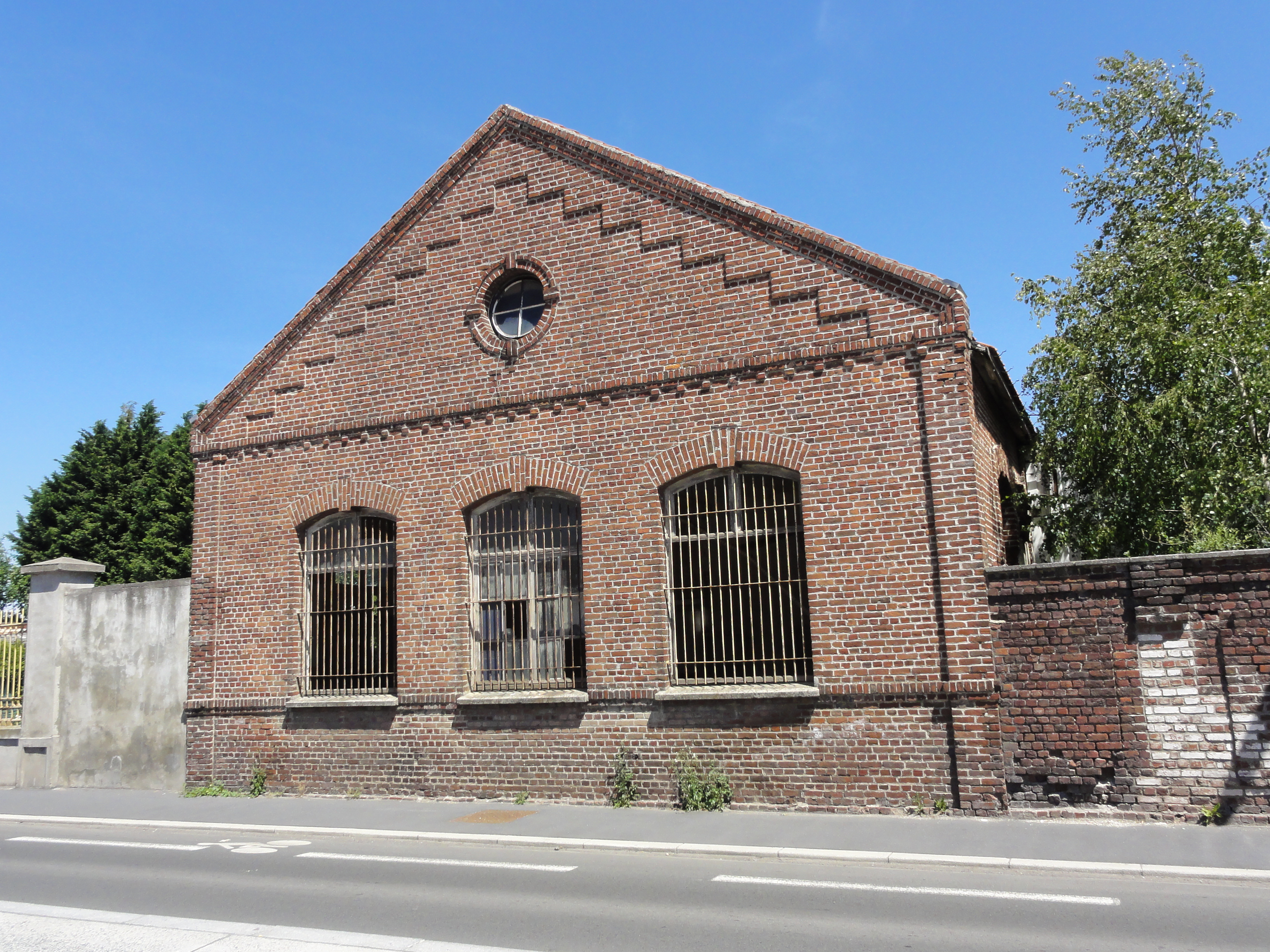
Les bâtiments subsistants.
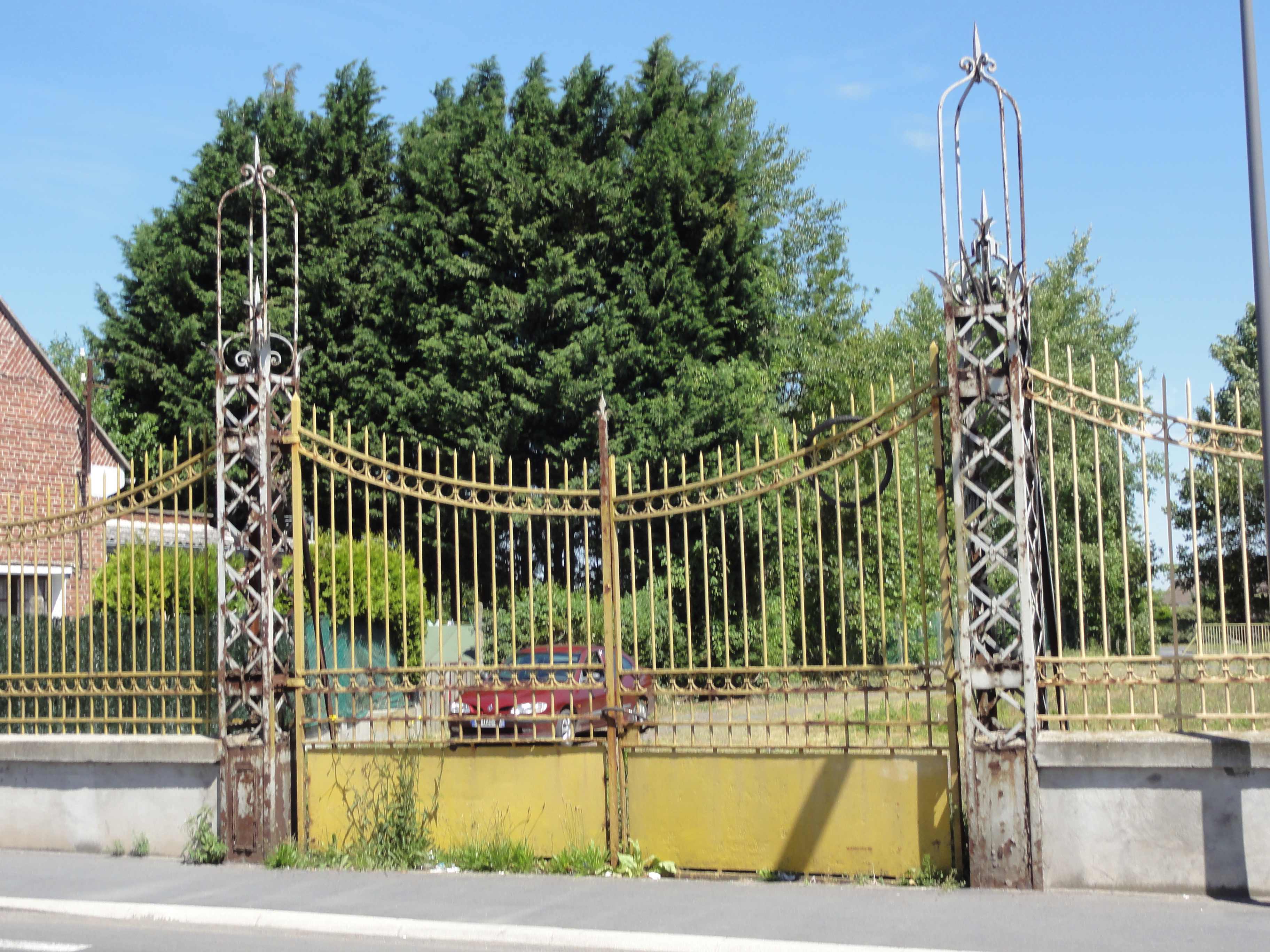
Le portail d'entrée de la fosse.

## Les cités
La Compagnie des mines d'Aniche a bâti les cités de la fosse Saint-René avec une grande variété architecturale. Après la Nationalisation, un grand nombre d'habitations a été construit. Le dispensaire de la Société de Secours Minière, les cités-jardins de la Balance et de la Malmaison, et la cité moderne de Guesnain, font partie des 353 éléments répartis sur 109 sites qui ont été classés le 30 juin 2012 au patrimoine mondial de l'Unesco. Ils constituent le site no 24.

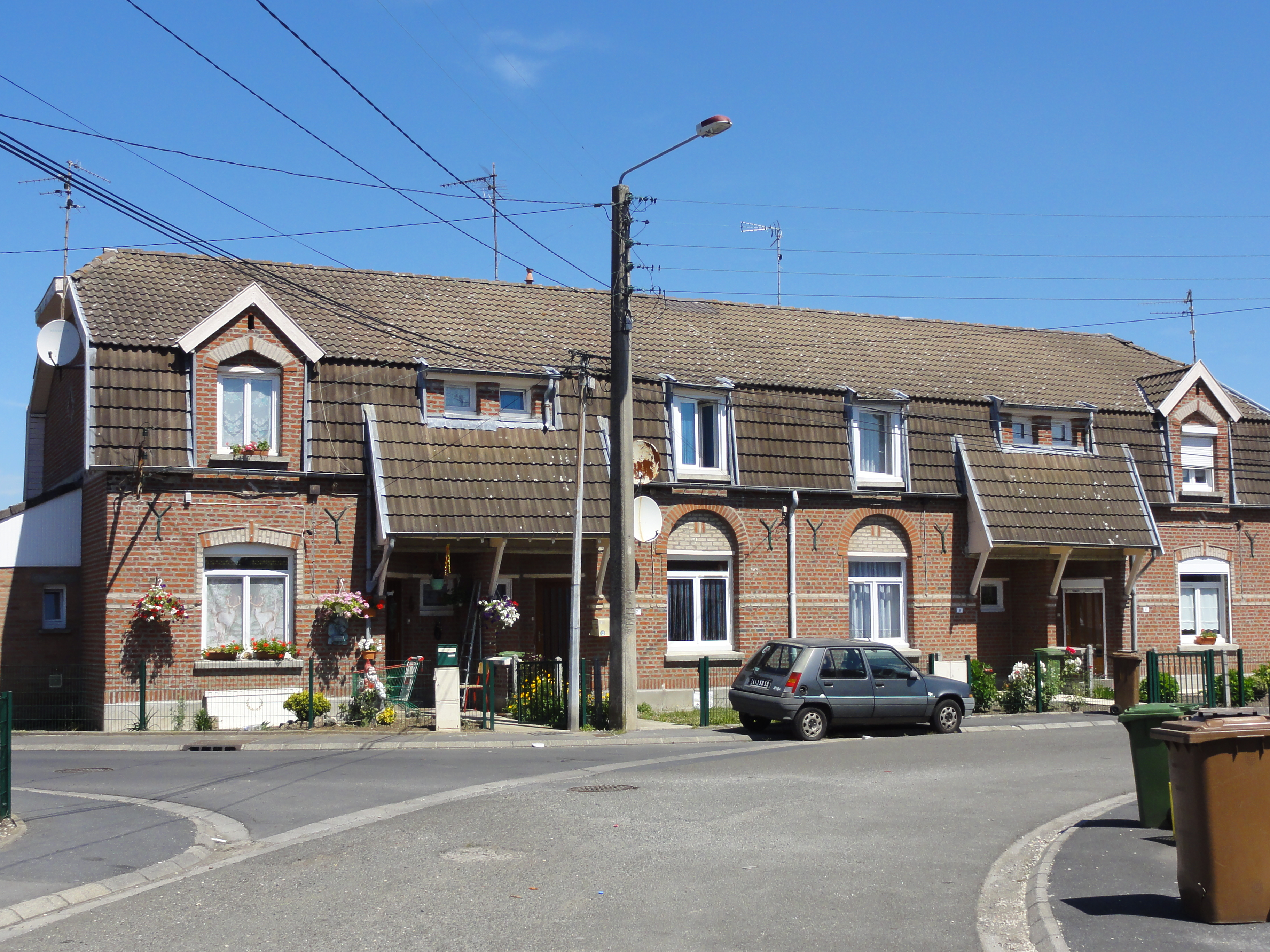
Un coron composé de quatre habitations.
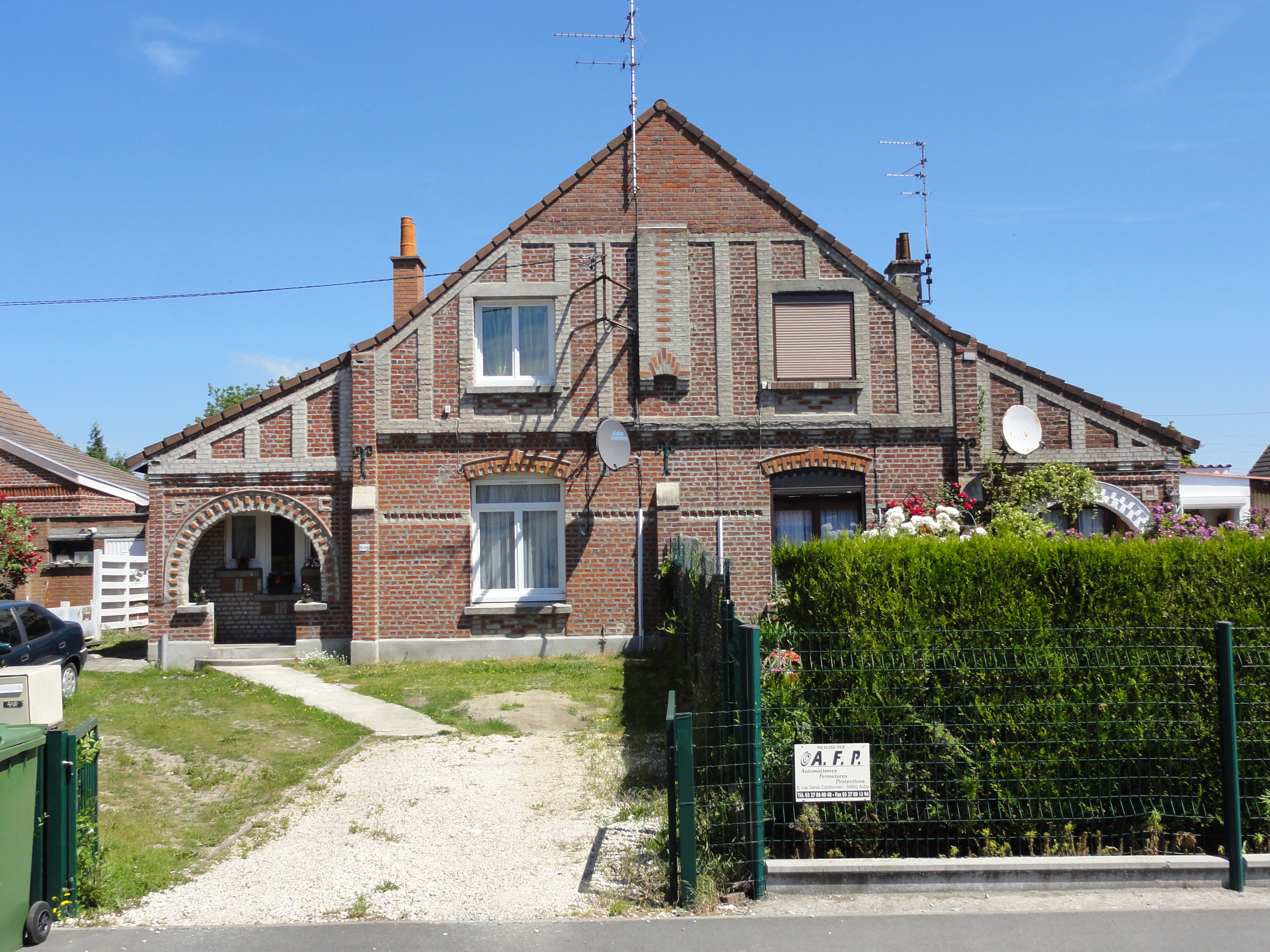
Habitations groupées par quatre.
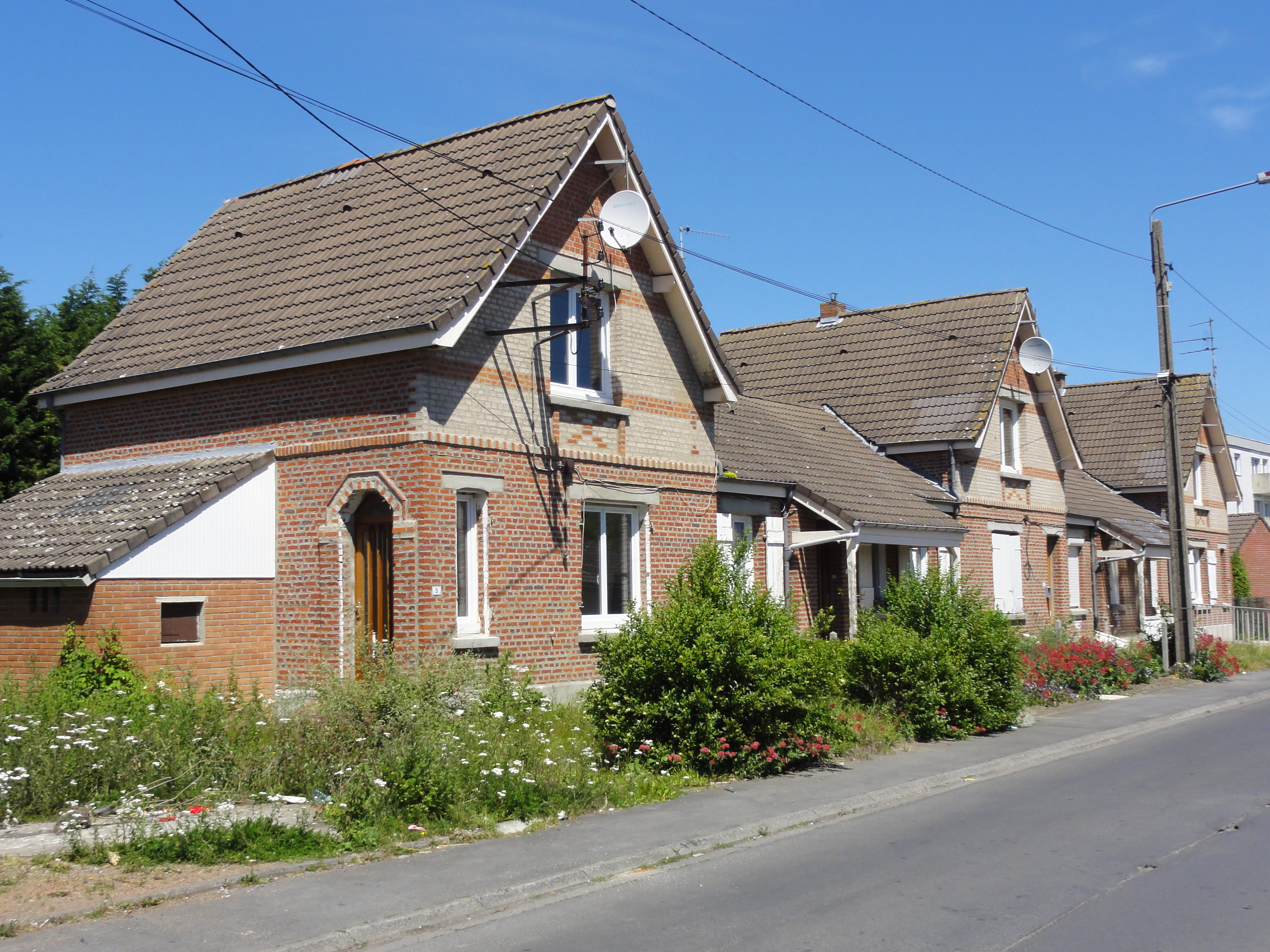
Habitations groupées par cinq.
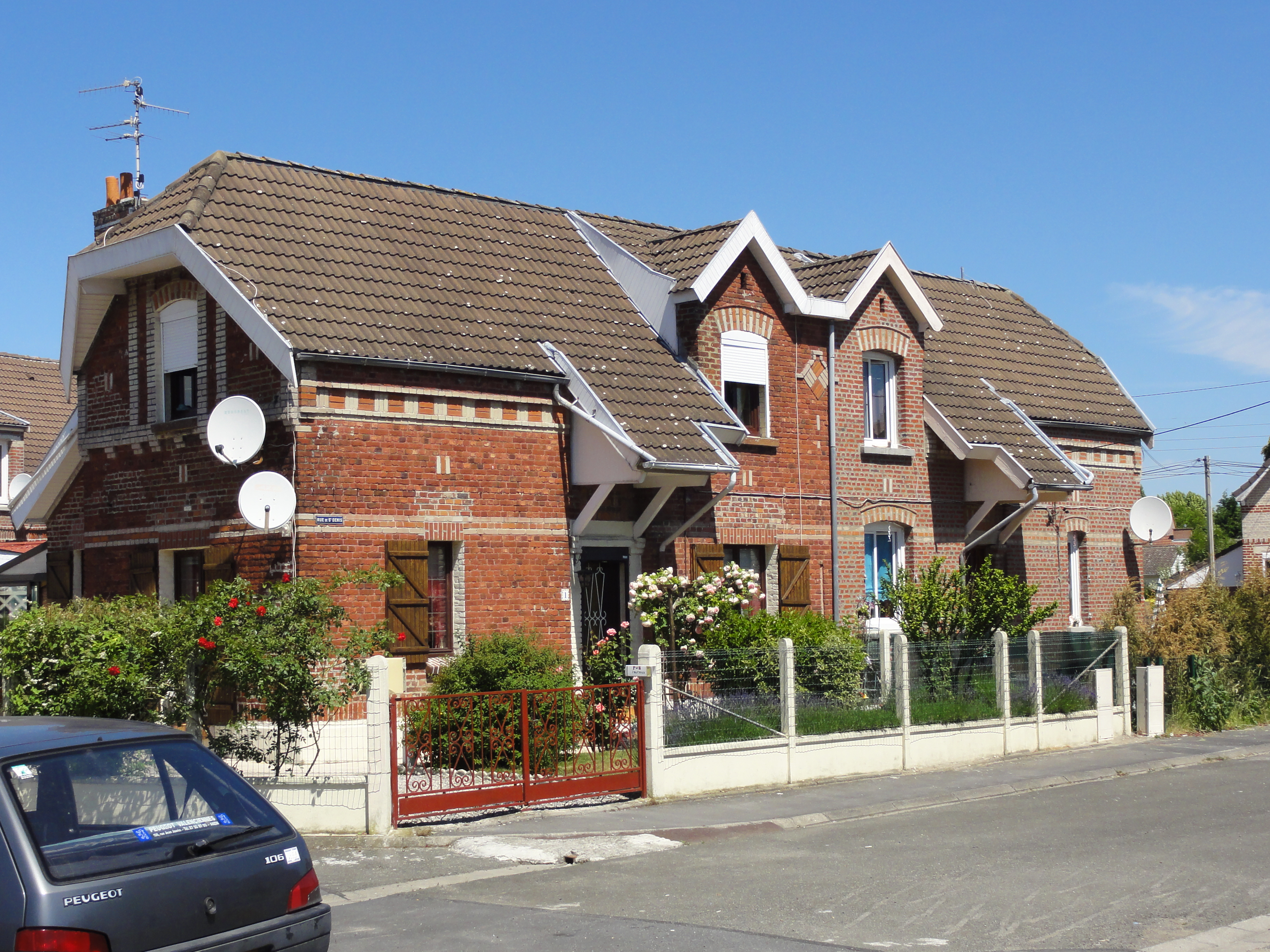
Habitations groupées par deux.
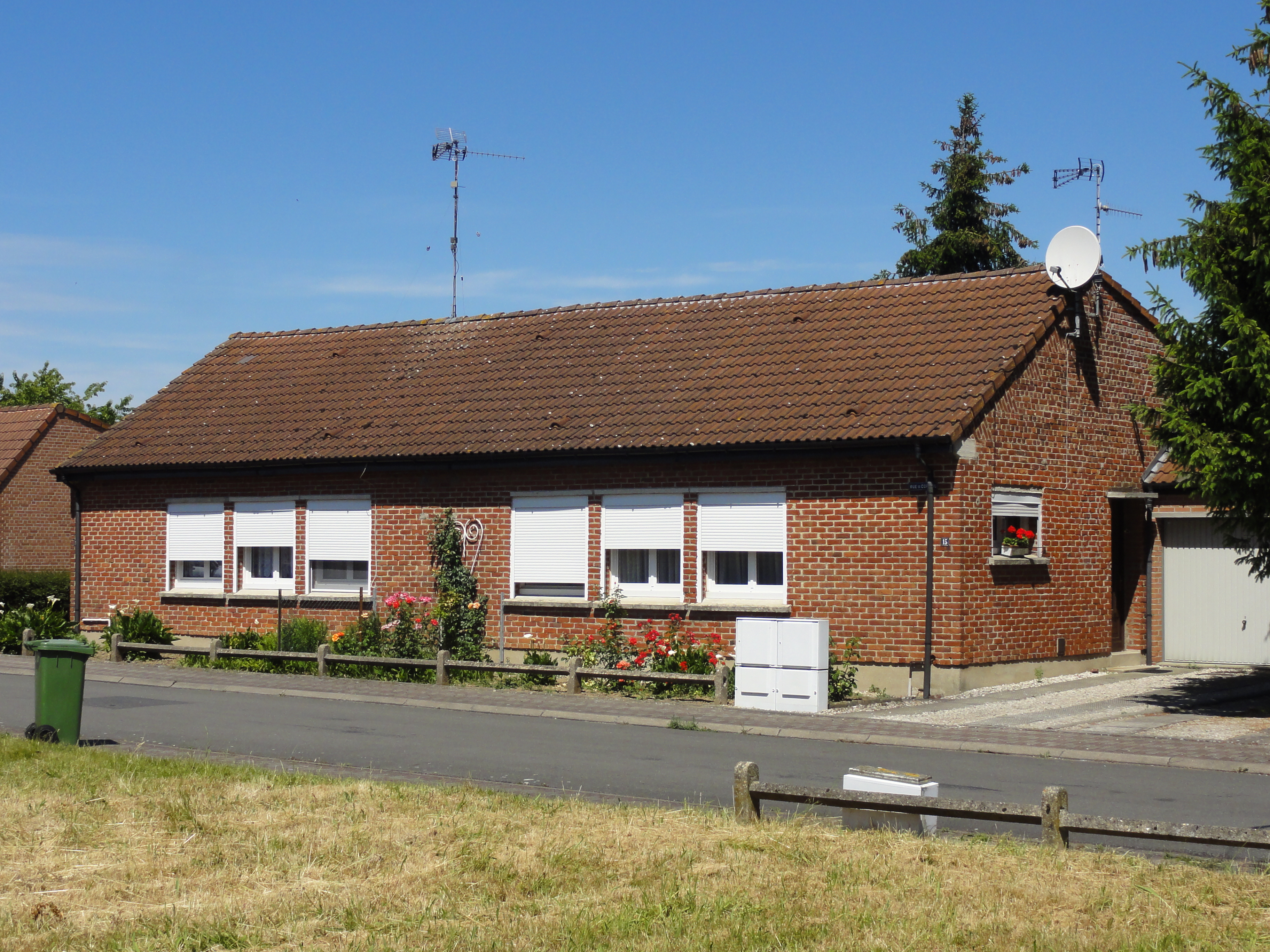
Habitations post-Nationalisation.
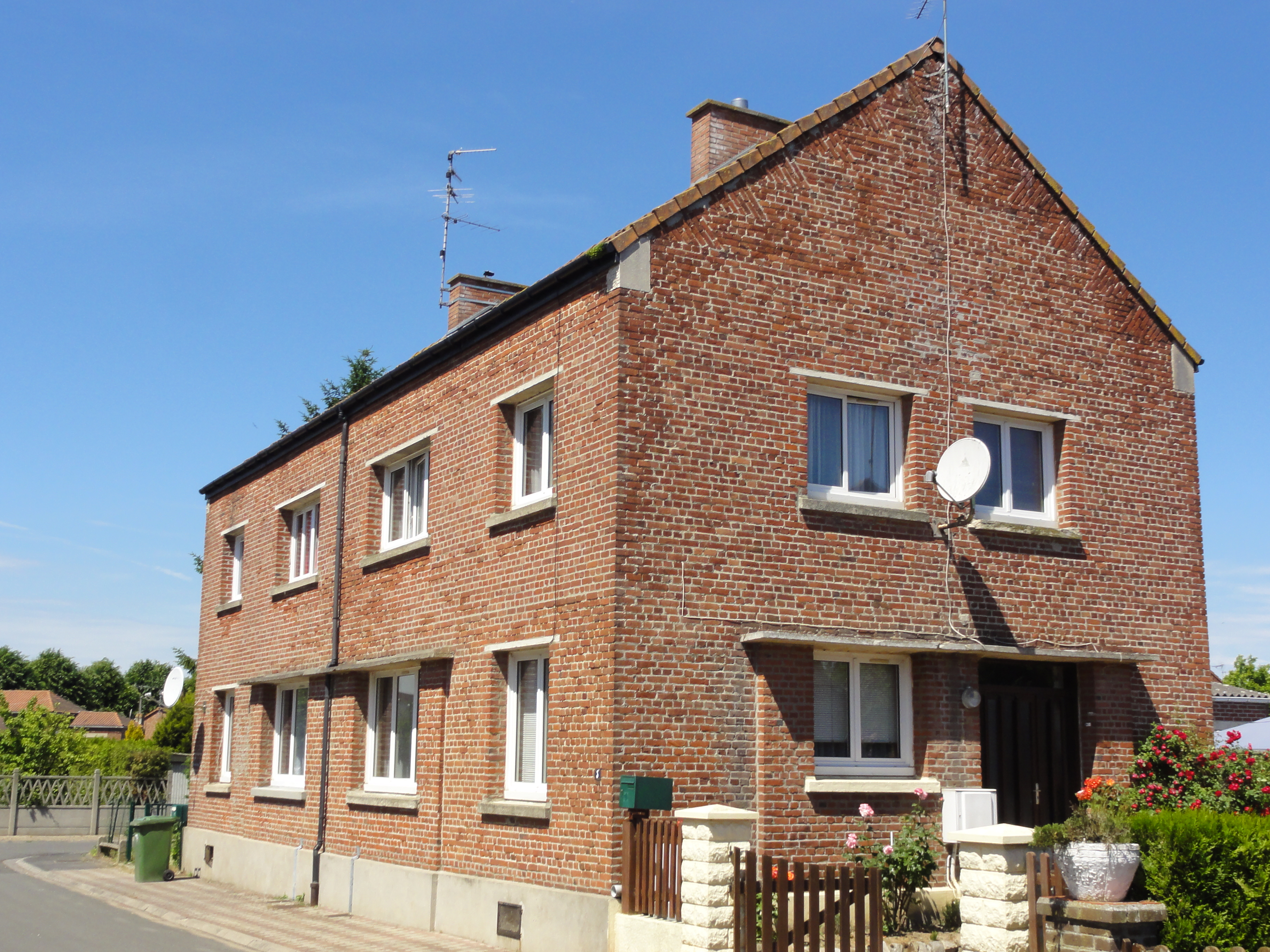
Habitations post-Nationalisation.